# Florencia Mandrile
Florencia Mandrile (10 de fevereiro de 1988) é uma futebolista argentina que atua como defensora.

## Carreira
Florencia Mandrile integrou o elenco da Seleção Argentina de Futebol Feminino, nas Olimpíadas de 2008. 